# Jette Ostan Vejrup
Jette Ostan Vejrup, dansko-slovenska gledališka, televizijska in filmska igralka, * 27. julij 1962, Gørding, Danska.
Leta 1986 je diplomirala na École internationale de théâtre de Jacques Lecoq v Parizu in leta 1988 na Århus Teater Akademi na Danskem. Nastopala je v več gledališčih v ZDA, Veliki Britaniji in na Danskem, tudi britanskem Théâtre de Complicité, kjer je prejela nagrado Laurence Olivier Award. Dve leti je na gledališki šoli Ole Brekke v Københavnu poučevala gib in improvizacijo. Od leta 1989 je živela in delala v Sloveniji, kjer je nastopala v Slovenskem narodnem gledališču Drama Ljubljana in od leta 2004 do 2021 pa bila članica igralskega ansambla Mestnega gledališča ljubljanskega. Leta 2021 je prejela Borštnikov prstan. Nastopila je tudi v več kratkih in celovečernih filmih ter serijah. 

## Zasebno življenje
Poročena je bila s slovenskim igralcem Borisom Ostanom, s katerim ima tri otroke, hčeri Laro in Lucijo ter sina Rubna.

## Filmografija
- Dvojina (2013, celovečerni igrani film)
- Božična večerja (2012, celovečerni igrani TV film)
- Srečen za umret (2012, celovečerni igrani film)
- Obisk (2010, kratki igrani film)
- Skriti spomin Angele Vode (2009, celovečerni igrani TV film)
- Sonja (2007, celovečerni igrani TV film)
- Blisk (2005, TV serija)
- Naša mala klinika (2004, TV serija)
- Vrtičkarji (2000, TV serija)
- Izgubljene besede (1996, študijski igrani film)
- Teater Paradižnik (1994, TV serija)
- Vse je pod kontrolo (1992, kratki igrani film)